# Храм Святителя Николая (Гифхорн)
Храм Святителя Николая Чудотворца (нем. Russisch-Orthodoxe Holzkirche des Heiligen Nikolaus) в Гифхорне (Нижняя Саксония, Германия) — действующий православный храм, богослужения в котором осуществляется клириками Берлинской и Германской епархии Московского патриархата Русской православной церкви.
Строительство храма было начато в 1994 по инициативе Хорста Вробеля, создателя Международного музея ветряных и водяных мельниц, на его территории. Это копия Преображенской церкви 1756 года постройки из села Козлятьево (ныне Поляны). Оригинальная церковь находится с 1970-х годов в суздальском Музее деревянного зодчества.
В 1995 году, во время строительства, храм посетил Патриарх Московский и всея Руси Алексий II. Год спустя храм был освящён митрополитом Смоленским и Калининградским Кириллом. Первая служба состоялась тогда же.
Храм из дерева лиственницы имеет высоту 27 метров и увенчан 8 куполами, некоторые из которых позолочены.
В 2020 году владелец здания запланировал выставить храм на продажу.